# 병행 수입
병행수입(parallel import)은 지식 재산권 소유자의 허가 없이 다른 나라에서 수입된 비위조품이다. 병행 수입은 종종 그레이마켓 상품으로 지칭되며 국제무역 및 지식 재산권 문제와 관련이 있다.
병행 수입은 지식재산권 소진이라는 개념에 기반을 두고 있는데, 이 개념에 따르면 특정 관할 구역에서 제품이 시장에 처음 출시될 때 해당 국가의 모든 거주자에게 병행 수입이 허용된다. 일부 국가는 이를 허용하지만 다른 국가는 허용하지 않는다.
의약품의 병행 수입은 경쟁을 도입하여 의약품 가격을 낮춘다. TRIPS 협정 제6조는 이러한 관행이 WTO 분쟁 해결 시스템에 따라 이의를 제기할 수 없으며, 따라서 사실상 국가적 재량 문제라고 명시하고 있다.
병행 수입의 관행은 종종 소프트웨어, 음악, 인쇄물 및 전자 제품의 경우에 옹호되며, 여러 가지 이유로 발생한다.
1. 제품의 여러 버전이 다른 시장에서 판매를 위해 생산된다. 예를 들어, 탑 기어 매거진의 영국판은 영국에서 공식적으로 판매되고, 탑 기어 오스트레일리아는 오스트레일리아에서 공식적으로 판매된다. 그러나 오스트레일리아의 일부 비공식 유통업체는 탑 기어 매거진의 영국판도 판매한다.
2. 제조업체 또는 유통업체와 같은 회사는 다른 시장에서 제품에 대해 다른 가격대를 설정한다. 병행 수입업자는 일반적으로 한 국가에서 두 번째 국가에서 판매되는 가격(P2)보다 저렴한 가격(P1)으로 제품을 구매하고, 제품을 두 번째 국가로 수입하며, 차익거래를 통해 이점을 얻어, 그 국가에서 일반적으로 P1과 P2 사이의 가격으로 제품을 판매한다.
3. 더 경쟁력 있는 가격의 품목을 얻을 수 있고 현지 판매세를 피할 수 있는 소비자는 온라인 해외 판매 접근성이 낮은 소비자와 동등한 위치에 놓이게 된다.[5]
4. 일부 옹호 단체는 정보의 자유로운 흐름을 증진한다는 명목으로 병행 수입을 지지한다.[6]

## 국제적 접근
병행 수입은 관할 구역마다 다르게 규제되며, 국가 간 병행 수입 관련 법률에 일관성이 없다. 베른 협약과 파리 협약 모두 병행 수입을 명시적으로 금지하지는 않는다.

### 오스트레일리아
오스트레일리아 시장은 더 큰 글로벌 경제에서 이용 가능한 규모의 경제와 경쟁으로부터 이점을 얻지 못하는 비교적 작은 소비 시장의 예이다. 오스트레일리아는 많은 산업에서 낮은 수준의 경쟁을 보이는 경향이 있으며, 은행, 슈퍼마켓, 이동통신과 같은 산업에서는 과점이 흔하다.
민간 기업은 합법적으로 이익을 극대화하기 위해 제품 세분화 전략을 사용할 것이다. 여기에는 현지 시장에 대한 소위 "적합성"을 향상시키기 위해 서비스 수준, 가격 및 제품 특징을 다양화하는 것이 종종 포함된다. 그러나 이러한 세분화는 더 높은 가격으로 동일한 제품을 의미할 수 있다. 이를 가격 차별이라고 부를 수 있다. 인터넷의 등장으로 오스트레일리아 소비자들은 전 세계적으로 쉽게 가격을 비교할 수 있게 되었고, "오스트레일리아 세금"으로도 알려진 가격 차별을 보이는 제품을 식별할 수 있게 되었다.
1991년, 오스트레일리아 정부는 자동차를 제외한 여러 제품에 대한 병행 수입 제한을 제거하기로 결정했다. 이어서 해외에서 음악 및 소프트웨어 CD를 조달하여 오스트레일리아로 수입하는 것을 합법화하는 법안을 통과시켰다. 오스트레일리아 생산성 위원회 보고서는 2009년 7월, 출판사에 3년 사전 통보와 함께 도서 병행 수입을 합법화하도록 법안을 확대할 것을 권고했다. 위원회는 또한 자동차 병행 수입에 대한 제한을 폐지할 것을 권고했다.
오스트레일리아 연방 법원 판결은 유효한 상표가 있는 병행 수입 품목이 상표법 제123조의 적용을 받는다고 판결했다.
다양한 오스트레일리아 의회 위원회는 가격 차별 주장을 조사했다.

### 유럽 연합/유럽 경제 지역
유럽 연합(및 유럽 경제 지역)은 회원국 간에 국제 소진 원칙이 존재하도록 요구하지만, 상표, 디자인 권리 및 저작권에 대한 EU 법률은 EU/EEA 외부 시장에 출시된 상품에 대한 적용을 금지한다.

### 독일
독일에서 독일 연방대법원은 지식재산권 소진 원칙이 병행 수입을 규율한다고 판결했으며, 이는 위의 EU 규정에 따른다.

### 홍콩
홍콩에서는 홍콩 상표 및 (개정된) 저작권 조례에 따라 병행 수입이 허용되었으나, 2007년 저작권 (개정) 조례가 7월 6일 발효되기 전까지였다.

### 일본
일본의 지식 재산권 법은 수출을 위해 시장에 출시된 시청각 자료가 국내에서 판매되는 것을 금지하며, 그러한 "재수입" CD의 판매는 불법이다.

### 대한민국
병행수입 그 자체는 위법성이 없는 정당한 행위로서 상표권 침해 등을 구성하지 아니하므로 병행수입업자가 상표권자의 상표가 부착된 상태에서 상품을 판매하는 행위는 당연히 허용될 것인바, 상표제도는 상표를 보호함으로써 상표 사용자의 업무상의 신용유지를 도모하여 산업발전에 이바지함과 아울러 수요자의 이익을 보호함을 목적으로 하고( 상표법 제1조 참조), 상표는 기본적으로 당해 상표가 부착된 상품의 출처가 특정한 영업주체임을 나타내는 상품출처표시기능과 이에 수반되는 품질보증기능이 주된 기능이라는 점 등에 비추어 볼 때, 병행수입업자가 위와 같이 소극적으로 상표를 사용하는 것에 그치지 아니하고 나아가 적극적으로 상표권자의 상표를 사용하여 광고·선전행위를 하더라도 그로 인하여 위와 같은 상표의 기능을 훼손할 우려가 없고 국내 일반 수요자들에게 상품의 출처나 품질에 관하여 오인·혼동을 불러일으킬 가능성도 없다면, 이러한 행위는 실질적으로 상표권 침해의 위법성이 있다고 볼 수 없을 것이므로, 상표권자는 상표권에 기하여 그 침해의 금지나 침해행위를 조성한 물건의 폐기 등을 청구할 수 없다고 봄이 상당하다.

### 미국
미국에서는 법원이 병행 수입이 합법적이라고 확립했다. 커츠아엥 대 존 와일리 앤 선즈 사건에서 미국 대법원은 최초 판매 원칙이 해외에서 합법적으로 제작된 저작물 사본에 적용되어 많은 제품 범주의 수입 및 재판매를 허용한다고 판결했다.
또한, 2006년 과학, 주, 법무, 상무 및 관련 기관 세출법은 향후 자유 무역 협정이 특허 제품의 병행 수입을 범주적으로 허용하지 않는 것을 금지한다.

### 타이완
대만 상표법 제36조 제2항은 "상품이 등록 상표로 소유자에 의해 또는 그의 동의를 얻어 국내 또는 해외 시장에 출시된 경우, 소유자는 해당 상품에 대한 상표권을 주장할 수 없으나, 그러한 주장이 해당 상품이 시장에 출시된 후 제3자에 의해 변경, 손상, 재가공 또는 개조된 상품의 상태를 방지하기 위한 것이거나 기타 합법적인 이유가 있는 경우는 예외로 한다."고 규정하고 있다.

## 자동차

### 미국
미국은 미국 고속도로 교통 안전국이 관리하는 독특한 자동차 디자인 법률을 가지고 있다. 일부 자동차 제조업체는 요구되는 개조 비용이 너무 비싸다고 생각한다. 과거에는 이로 인해 그레이 수입차에 대한 수요가 발생했는데, 특정 모델이 원래 제조업체에서 했을 때보다 더 높은 비용으로 개별 고객의 요구 사항을 충족하도록 개조되었다. 이 절차는 제조업체의 마케팅 계획을 방해하는데, 제조업체는 덜 강력한 자동차를 수입하고 소비자가 이를 받아들이도록 강요할 수 있다. 1988년 수입차 안전 준수법은 미국으로 향하는 자동차의 제조업체 인증을 의무화함으로써 그레이 마켓을 사실상 종식시켰다.

### 중국
2016년 중국 상무부와 7개 부처는 병행 자동차 수입 시범 프로그램 촉진에 관한 여러 의견을 발표했고, 2019년에는 상무부와 6개 부처가 병행 자동차 수입 발전을 추가로 촉진하는 의견을 발표했다.

## 병행 수입 식품 등
병행 수입품과 현지 생산품 시장이 함께 존재하기도 하는데, 이는 병행 수입품이 훨씬 비싸더라도 그렇다. 이는 여러 가지 이유가 있을 수 있지만, 주로 식품과 세면도구에서 관찰된다.
호텔의 특성상 여행객은 주변 지역 외에 쇼핑할 곳에 대한 정보가 거의 없는 경우가 많다. 유명 호텔을 위해 개점한 식료품점은 종종 병행 수입 식품과 세면도구를 진열하여 여행객들이 집에서 사용하던 제품을 쉽게 알아볼 수 있도록 한다.
다른 공장에서 생산된 식품과 세면도구는 품질이 다를 수 있는데, 이는 다른 공장에서 다른 원료나 시약(예: 세척에 사용되는 물, 식품 첨가물)을 사용할 수 있기 때문이다. 비록 일반적으로 동일한 내부 품질 관리 또는 공중 보건 당국의 표준을 따르더라도 말이다. 어떤 사람은 특정 공장에서 생산된 식품이나 세면도구에 알레르기 반응을 보일 수 있지만 다른 공장 제품에는 그렇지 않을 수 있다.
요약하자면, 이러한 시장이 형성되는 주요 이유는 다음과 같다.
- 정보 부족
- 인지성
- 다른 공장 제품으로 인한 위험 회피

## 쟁점
다양한 지식 재산권을 지지하는 사람들과 그것에 비판적인 사람들 사이의 철학적 분열의 한 가지 표현은 병행 수입의 정당성에 대한 분열이다. 어떤 이들은 병행 수입이 가격을 낮추고 시장에서 이용 가능한 제품의 선택과 소비를 확대함으로써 소비자에게 이익이 된다고 믿는 반면, 다른 이들은 지식 재산권 소유자가 새롭고 혁신적인 제품에 투자하는 것을 막는다고 믿는다. 일부는 또한 병행 수입이 저작권 침해를 조장하는 경향이 있다고 믿는다.
이러한 긴장은 본질적으로 보호받는 독점의 권리와 의무에 관한 것이다. 지식 재산권은 소유자가 경쟁 시장에서 지불할 가격보다 높은 가격으로 판매할 수 있도록 허용하지만, 그렇게 함으로써 소유자는 독점 가격과 경쟁 가격 사이의 가격으로 구매할 의향이 있는 사람들에게 판매를 포기한다. 시장에 병행 수입품이 존재하면 소유자가 시장세분화, 즉 다른 소비자에게 다른 가격을 적용함으로써 독점을 더 이상 악용하는 것을 방지한다.
소비자 단체는 병행 수입이 소비자에게 더 많은 선택과 더 낮은 가격을 제공한다는 점에서 지지하는 경향이 있다. 단, 소비자가 현지에서 조달된 제품과 동등한 법적 보호(예: 국제적 효력을 가진 워런티 형태)를 유지하고 경쟁이 감소하지 않는다는 조건 하에서이다.
그러나 이러한 단체들은 병행 수입 제품을 사용할 때 특정 위험에 대해 소비자들에게 경고하기도 한다. 제품이 원산지의 법률 및 관습을 준수하도록 제작되었을지라도, 이러한 제품 또는 그 사용이 사용되는 장소의 법률 및 관습을 준수하지 않을 수 있거나, 일부 기능이 사용 불가능하거나 무의미해질 수 있다(이는 불필요하게 가격을 상승시킬 수 있다). 그러나 전자 장치는 최신 모델이 여러 사용자 언어를 지원하기 때문에 이러한 유형의 위험이 덜하다.

## 사례

### 오스트레일리아
비디오 게임 및 컴퓨터 게임 하드웨어를 아시아에서 수입하는 것은 일부 도매 및 소매 재고 보유자에게 흔한 관행이다. 많은 소비자들이 현재 홍콩 및 미국의 온라인 상점을 이용하여 오스트레일리아 권장 소매가격의 거의 절반 가격으로 컴퓨터 게임을 구매하고 있다. 종종 아시아 소매업체에서 판매하는 버전은 처음부터 오스트레일리아에서 제조된 것이다. 크라이시스가 그 예인데, 홍콩 온라인 상점에서는 약 50 호주 달러에 구매할 수 있었지만, 오스트레일리아 소매가는 거의 100 달러였다. 크라이시스는 아시아에서 게임 상자와 디스크의 동일한 버전을 사용하여 판매되었으며, 심지어 상자에 오스트레일리아 검열 등급까지 포함되어 있었다.

### 홍콩
콜게이트 치약을 태국에서 홍콩으로 수입하는 경우이다. 상품은 가격이 더 저렴한 시장에서 구매하여, 다양한 이유로 동일한 상품의 가격이 더 높은 시장에서 판매된다. 애플의 아이패드와 같은 전자 제품은 공식 출시 전에 홍콩으로 자주 수입되어 동남아시아의 얼리 어답터에게 프리미엄을 받고 재판매된다.

### 뉴질랜드
뉴질랜드의 고급 자동차 딜러들이 말레이시아에서 메르세데스-벤츠 탈것을 저렴한 가격에 구매하여 뉴질랜드로 수입하여 메르세데스 벤츠가 뉴질랜드 소비자에게 제시하는 가격보다 낮은 가격에 판매하는 관행이 존재한다. 또한 전자 하드웨어 병행 수입 딜러도 많이 있다. 뉴질랜드에서는 병행 수입이 허용되며, 이로 인해 많은 제품의 마진이 크게 낮아졌다.

### 폴란드
폴란드에서는 "서구" 세탁 세제가 폴란드 세제보다 세척력이 더 좋다는 과학적으로 입증되지 않았지만 매우 인기 있는 의견이 있다. 화학 회사들이 서유럽을 위해 더 높은 품질의 제품을 생산한다고 주장하기 때문이다. 이 때문에 폴란드에서는 (예를 들어 독일에서) 서구 화학 용품을 수입하는 회사와 온라인 상점이 존재하며, 유사한 브랜드가 현지에서도 구할 수 있음에도 불구하고 그렇게 한다.

### 러시아
아나톨리 세묘노프에 따르면, 2002년에 상표권 소진이 국내적으로 전환되었으며, 2013년 4월 현재, 생산자의 허가 없이 수입된 원본 상품을 공식적으로 "위조품"으로 만들 수 있는 법안이 준비 중이다("상표가 불법적으로 위치한 것"을 "불법적으로 사용된 상표가 위치한 것"으로 대체함으로써). 그는 러시아 형법에 따라 상표의 불법 사용은 최대 6년의 징역형을 받을 수 있으며, 러시아 연방 행정 위반법의 유사한 조항은 불법 복제된 상표가 있는 상품을 압수 대상으로 한다고 언급했다.
2022년 러시아의 우크라이나 침공으로 인해 여러 서방 기업이 러시아에서 철수한 후, 특정 상품을 러시아로 들여오는 것을 허용하는 병행 수입 제도가 합법화되었다. 9월에는 무역 장관 데니스 만투로프가 애플이 러시아 내 모든 판매를 중단했음에도 불구하고 러시아 소비자들이 새로 발표된 아이폰 14를 구매할 수 있을 것이라고 밝혔다. 애플 제품은 이미 이 제도를 통해 러시아로 재수출되어 판매되고 있었지만, 더 높은 가격으로 거래되었다.

### 유럽 연합
일부 소니 PSP 비디오 게임 콘솔은 유럽 출시보다 최대 12개월 전에 유럽 경제 지역으로 일본에서 수입되었다. 이 예시의 특이한 점은 일부 수입업자들이 의도된 EU 가격보다 더 높은 가격으로 콘솔을 판매하여, 그들이 누리던 상대적 독점을 이용했다는 것이다. 출시 후에는 콘솔이 훨씬 저렴한 가격으로 소매되던 미국에서 흔히 수입되었다.
다른 예로는 스마트폰이 있는데, 중국에서 평균 100달러 정도에 구매할 수 있는 장치가 EU에서는 약 200유로에 소매되는 식으로 중국에서 수입되었다.

### 미국
해외의 페이스 파우더 제조업체이자 판매업자는 A. Bourjois & Co., Inc.에 미국 내 사업 및 영업권을 판매했으며, 랜험법에 따라 등록된 상표도 함께 판매했다. A. Bourjois & Co., Inc.는 상표를 재등록하고 옛 이름으로 사업을 계속하며, 해외의 원 회사에서 파우더를 구매하여 상표가 붙은 상자에 넣어 판매함으로써 수익성 있는 거래를 구축했고, 대중은 그 상표를 A. Bourjois & Co., Inc.의 상품과 연관시켰다. 카첼은 외국 회사의 제품을 원래 상자에 넣어 구매하고 수입했으며, 이 상자에는 A. Bourjois & Co., Inc.의 라벨과 매우 유사한 라벨이 붙어 있었고, 이를 미국에서 판매했다.

### 중국
중국 정부는 자동차의 병행 수입을 장려한다.

## 같이 보기
- 그레이마켓